# بلانتي
بلانتي (بالإيطالية: Bellante)‏ هي بلدية في مقاطعة تيرامو في إقليم أبروتسو الإيطالي.

## السكان
في سنة 1861 بلغ عدد السكان 3٬166 نسمة، وتطور العدد ليصل في سنة 2011 لـ 7٬160 نسمة.
يظهر هذا المخطط البياني تطور النمو السكاني لـ بلانتي